# Гауссовская оптика
Гауссовская оптика (также параксиальная оптика) — теория идеальных оптических систем для малых углов.

## Основные положения
В параксиальной области (бесконечно близко к оптической оси), любая реальная система ведет себя как идеальная:
- Каждой точке пространства предметов можно поставить в соответствие сопряженную ей точку в пространстве изображений.
- Каждая прямая линия имеет сопряженную ей прямую линию в пространстве изображений.
- Каждая плоскость пространства предметов имеет сопряженную ей плоскость в пространстве изображений.

Из этих положений следует, что:
- Меридиональная плоскость имеет сопряженную ей меридиональную плоскость в пространстве изображений.
- Плоскость в пространстве предметов, перпендикулярная оптической оси, имеет сопряженную ей плоскость, перпендикулярную оптической оси в пространстве изображений.

## Линейное, угловое, продольное увеличение
Линейное (поперечное) увеличение оптической системы — это отношение линейного размера изображения в направлении, перпендикулярном оптической оси, к соответствующему размеру предмета в направлении перпендикулярном оптической оси (рис.1).
| {\displaystyle V=\beta ={\frac {y'}{y}}}, (1) |

Если V > 0, то отрезки y и y' направлены в одну сторону, если V < 0 , то отрезки y и y' направлены в разные стороны, то есть происходит оборачивание изображения.
Если |V| > 1, то величина изображения больше величины предмета, если |V|< 1, то величина изображения меньше величины предмета.
Для идеальной оптической системы линейное увеличение для любой величины предмета и изображения в одних и тех же плоскостях одно и то же.

Угловое увеличение оптической системы — это отношение тангенса угла между лучом и оптической осью в пространстве изображений к тангенсу угла между сопряженным с ним лучом в пространстве предметов и осью (рис.2).
| {\displaystyle W={\frac {\tan \alpha '}{\tan \alpha }}}, (2) |

В параксиальной области углы малы, и следовательно, угловое увеличение — это отношение любых из следующих угловых величин:

Продольное увеличение оптической системы — это отношение бесконечно малого отрезка, взятого вдоль оптической оси в пространстве изображений, к сопряженному с ним отрезку в пространстве предметов (рис.3).
| {\displaystyle Q={\frac {l'}{l}}}, (4) |

## Кардинальные точки и отрезки
Рассмотрим плоскости в пространстве предметов и сопряженные им плоскости в пространстве изображений. Найдем пару плоскостей, в которых линейное увеличение равно единице. В общем случае такая пара плоскостей существует, причем только одна (исключением являются афокальные или телескопические системы, для которых такие плоскости могут не существовать или их может быть бесконечное множество).
- Главными плоскостями системы называется пара сопряженных плоскостей, в которых линейное увеличение равно единице (V = 1).
- Главные точки H и H '— это точки пересечения главных плоскостей с оптической осью.

Рассмотрим случай, когда линейное увеличение равно нулю, или бесконечности. Отодвинем плоскость предметов бесконечно далеко от оптической системы. Сопряженная ей плоскость называется задней фокальной плоскостью, а точка пересечения этой плоскости с оптической осью — задний фокус F ' (рис.4).
- Расстояние от задней главной точки до заднего фокуса называется задним фокусным расстоянием f '.
- Расстояние от последней поверхности до заднего фокуса называется задним фокальным отрезком S 'F.
- Передний фокус — это точка на оптической оси в пространстве предметов, сопряженная с бесконечно удаленной точкой, расположенной на оптической оси в пространстве изображений

Если лучи выходят из переднего фокуса, то они идут в пространстве изображений параллельно.
- Переднее фокусное расстояние f — это расстояние от передней главной точки до переднего фокуса.
- Передний фокальный отрезок SF — это расстояние от первой поверхности до переднего фокуса.

Если f ' > 0, то система называется собирающей или положительной. Если f ' < 0 , то система рассеивающая или отрицательная.
Переднее и заднее фокусные расстояния не являются абсолютно независимыми, они связаны между собой соотношением:
Выражение (5) можно переписать в виде:
где {\displaystyle {\frac {f'}{n'}}} — приведенное или эквивалентное фокусное расстояние.
В том случае, если оптическая система находится в однородной среде (например, в воздухе) n = n ', следовательно, переднее и заднее фокусные расстояния равны по абсолютной величине |f| = |f '|.
Оптическая сила оптической системы:
| {\displaystyle \Phi ={\frac {n'}{f'}}=-{\frac {n}{f}}}, (7) |

Чем больше оптическая сила, тем сильнее оптическая система изменяет ход лучей. Если Φ = 0 то {\displaystyle f'=\inf }.

## Построение изображений
Найдем изображение A ' точки A. Для этого необходимо построить хотя бы два вспомогательных луча, на пересечении которых и будет находиться точка A ' (рис.5). Вспомогательный луч 1 можно провести через точку A параллельно оптической оси. Тогда в пространстве изображений луч 1' пройдет через задний фокус оптической системы. Вспомогательный луч 2 можно провести через точку A и передний фокус оптической системы. Тогда в пространстве изображений луч 2' пойдет параллельно оптической оси. На пересечении лучей 1' и 2' будет находиться изображение точки A. Теперь в точке A ' пересекаются все лучи (1-2-3), выходящие из точки A.

Построим теперь ход луча r (рис.6).
1 способ. Можно построить вспомогательный луч, параллельный данному и проходящий через передний фокус (луч 1). В пространстве изображений луч 1' будет идти параллельно оптической оси. Так как лучи r и 1 параллельны в плоскости предметов, то в пространстве изображений они должны пересекаться в задней фокальной плоскости. Следовательно, луч r ' пройдет через точку пересечения луча 1' и задней фокальной плоскости.
2 способ. Можно построить вспомогательный луч, идущий параллельно оптической оси и проходящий через точку пересечения луча r и передней фокальной плоскости (луч 2). Соответствующий ему луч в пространстве изображений (луч 2') будет проходить через задний фокус. Так как лучи r и 2 пересекаются в передней фокальной плоскости, в пространстве изображений они должны быть параллельными. Следовательно, луч r ' пойдет параллельно лучу 2'.